# Circuito callejero de Biscayne Bay
El Circuito callejero de Biscayne Bay fue un circuito urbano que solo se usó el 14 de marzo de 2015 para el e-Prix de Miami de Fórmula E de 2015. La pista está ubicada en el corazón del centro de Miami, recorriendo la costa de Biscayne Bay, además de hacer su camino. debajo de MacArthur Causeway y alrededor del AmericanAirlines Arena, el hogar del equipo de baloncesto de la NBA Miami Heat. La pista cuenta con ocho vueltas. La producción del circuito urbano temporal estuvo a cargo de la empresa de diseño de vías Ayesa.

## Opiniones
Franck Montagny, Andretti: "Podemos esperar un muy buen evento allí porque, mirando la pista, habrá bastantes rectas largas y curvas lentas, por lo que esto seguramente ayudará a adelantar. Las curvas 1, 2 y 3 serán las parte complicada del circuito en la que tendremos que cuidar el coche y tener cuidado con los contactos, por ejemplo, parece que podremos atacar en las curvas 4, 5, 6, 7, 8 y en la 1, estas son las esquinas para hacer algunos movimientos".